# ジョアン・ドミンゴス・ボンテンポ
ジョアン・ドミンゴス・ボンテンポ（João Domingos Bomtempo ポルトガル語発音: [ʒuˈɐ̃w̃ duˈmĩɡuʃ bõˈtẽpu] 1775年12月28日 - 1842年8月18日）は、ポルトガルのピアニスト、作曲家、教育者。

## 生涯
ポルトガルの宮廷管弦楽団に勤務するイタリアの音楽家の息子としてリスボンで生まれた。リスボンの総大司教管区音楽神学校で教育を受けた。多くの同時代人とは異なりボンテンポはオペラに関心を示さず、1801年にはイタリアへ赴く代わりにパリを訪れ、同地でヴィルトゥオーソピアニストとしてのキャリアを開始した。1810年にロンドンに移り、同市の自由主義の集団と面識を持った。
1822年にリスボンへ帰ると、そこで同時代の音楽の普及を目指してフィルハーモニック協会を創設した。自由主義者と専制主義者の間で勃発したポルトガル内戦が自由主義の勝利に終わると、若き女王マリア2世の音楽教師となった。1835年に、新たな自由主義体制によって廃止された総大司教区音楽神学校を置き換えるべく設立された、国立音楽院の初代学長に就任した。
ボンテンポはピアノのために多数の協奏曲、ソナタ、変奏曲、幻想曲を作曲した。彼の作品として知られる2曲の交響曲は、ポルトガルの作曲者による最初の交響曲であろうと思われる。彼の最大の作品、そしておそらく代表作であるレクイエムはルイス・デ・カモンイスの追憶のために書かれた。この作品はCD録音で発売されている。

## 楽曲一覧
- 作品1 ピアノソナタ第1番 ヘ長調
- 作品2 ピアノ協奏曲第1番 変ホ長調 （1804年頃）
- 作品3 ピアノ協奏曲第2番 ヘ短調 （1800年-1810年頃）
- 作品4 ピアノのためのファンダンゴと変奏曲
- 作品5 ピアノソナタ第2番（ポルトガル語版） ハ短調
- 作品6 パイジエッロのお気に入りのエアによるピアノのための序奏、5つの変奏と幻想曲
- 作品7 ピアノ協奏曲第3番 ト短調
- 作品8 「国王陛下万歳」（イギリス国家）によるピアノのためのカプリッチョと変奏曲 変ホ長調
- 作品9-1 ピアノソナタ第3番 変ホ長調
- 作品9-2 ピアノソナタ第4番 ハ長調
- 作品9-3 ヴァイオリンとハープシコードのためのソナタ ホ長調
- 作品10a カンタータ『Hymno lusitano』；作曲者によるピアノ4手のための編曲。題名「ウェリントン王の行進曲」（March of Lord Wellington）
- 作品10b カンタータ『La Virtù Trionfante』
- 作品11 交響曲第1番 変ホ長調
- 作品12 ピアノ協奏曲第4番 ニ長調 （1811年-1812年）
- 作品13 ピアノソナタ第5番 ハ長調
- 作品14 ピアノのための幻想曲 ハ短調
- 作品15-1 ピアノソナタ第6番 変イ長調
- 作品15-2 ピアノソナタ第7番 ト短調
- 作品15-3 人気のフランスの歌によるピアノのための変奏曲
- 作品16 ピアノ五重奏曲 変ホ長調
- 作品17 カンタータ『A paz da Europa』
- 作品18-1 ピアノソナタ第8番 ト長調
- 作品18-2 ピアノソナタ第9番 ヘ短調
- 作品18-3 ピアノソナタ第10番 変ホ長調
- 作品19 ピアノのための12の練習曲 （1816年）
- 作品20 ピアノソナタ第11番 変ホ長調
- 作品21 『魔笛』の主題によるピアノのための変奏曲 ト短調
- 作品22 『Alessandro in Efeso』の主題によるピアノのための変奏曲 変ロ長調
- 作品23 レクイエム ハ短調 （1819年-1820年）
- 作品24 ピアノ協奏曲第5番 ハ短調/長調[1]

- 4つの免罪（Absolutions） B5
- Libera me Domine ハ短調
- ピアノ協奏曲第6番 ホ短調 B26 （1810年-1840年）
- ピアノ五重奏曲 ニ短調 B74
- ピアノと木管楽器のためのセレナータ ヘ長調 B75 （1821年-1830年）
- 交響曲第2番 ニ長調 B16
- テ・デウム ヘ長調 B10
- 『湖上の美人』の主題によるピアノのための変奏曲 ホ短調 （1822年）
- ピアノと管弦楽のための幻想曲（『湖上の美人』の主題による）
- ピアノのためのワルツ
- オペラ・セリア『Alessandro in Efeso』
- Tantum Ergo, Kyrie, Gloria e Credo （1842年）